# 民団韓食ネット協議会
民団韓食ネット協議会（みんだんかんしょくネットきょうぎかい、朝鮮語：민단 한식넷협의회）は、2009年6月に発足した、韓国の料理を正しく日本に普及させることを目指す在日本大韓民国民団（民団）傘下を源流とする組織、2017年に名称を「一般社団法人日本韓食振興協会」と改称し一般社団法人化した。略称は韓食ネット、前身は2005年発足のキムチネット協議会。

## 概要
民団傘下の公式団体として日本各地で在日韓国・朝鮮人が運営する7000余りに達する飲食品関連チャンネルを持つ。会長は朴健市「月刊韓食文化」代表。
2004年、ネットワーク時代に対応して、民団で在日韓国人のネットワーク「チャンサネット」を立ち上げる過程で、「キムチもどき」の蔓延する日本で本物の伝統キムチの普及を目指した在日韓国人キムチ業者の商業ネットワーク「キムチネット」の立ち上げが検討される。韓食ネット協議会の前身であるキムチネット協議会は2005年7月に発足し、韓国の料理の象徴でもある手作りキムチの高級化による韓国の料理全体のイメージアップに努めてきた。
2009年3月、民団と大韓民国農林水産食品部が締結した協力議定書に基づき、韓国農産物の普及、韓国食文化の普及、焼肉店・韓国の料理を提供する店のネットワーク構築を目的とする「韓食の世界化10カ年計画」の推進に合わせ、2009年6月、名称を韓食ネット協議会に変更、定款も大幅に改正し、会員の構成は焼肉店、韓国の料理を提供する店、マッコリ関連企業など『韓国料理をはじめとした韓国食文化に関連する同胞業者』とし、対象枠を拡大した。なお、同様の韓国の料理の世界化を推進する在日団体として、大阪一帯の焼肉店など韓国食品関係者ら在日韓国人による「関西韓国食品文化協会」（관서 한국 식품 문화 협회、代表：洪性翊徳山物産社長）の設立準備が進められており、2009年8月、韓国農林水産食品部、韓国食材料輸出協会、農水産物流通公社と、韓国の料理の世界化と韓国食材の輸出入に向けた相互協力協約を締結した。
2009年12月、韓国伝統酒文化振興院の発足とともに、韓食ネット協議会と伝統酒世界化のための了解覚書を締結した。2010年8月には、ソウル特別市で社団法人韓国キムチ協会、社団法人韓国伝統工芸産業振興協会と了解覚書を締結、復元された伝統的な器と一体となった文化の輸出を推進する。
今後は、調理師やサービス教育、海外の韓食経営コンサルティング支援への補助制度、外国にある優秀店の韓国政府による認証制度を導入などを手がける計画であり、まず日本で韓国食堂の協議会を設置し韓食の世界化を目指す。また、東京都内繁華街の焼肉・韓国の料理を提供する店を対象にした「味マップ」を手始めにネットワーク化を進める。
2017年一般社団法人化。